# Golden Carrier
Il Golden Carrier è un traghetto appartenente alla compagnia di navigazione greca A-Ships Management.

## Servizio
Varato il 28 febbraio 1986 nel cantiere navale Moss Rosenberg Værft di Moss come traghetto ferroviario con il nome di Öresund e consegnato il 13 ottobre 1986 alla Statens Järnvägar, prende servizio a partire dal 3 novembre dello stesso anno sulla Helsingborg-Copenaghen sotto le insegne della DanLink.
A dicembre del 1988 viene registrato alla SwedCarrier Shipping AB.
Il 1° gennaio 1992 viene trasferito alla neonata SweFerry.
Nel febbraio del 1995 entra in collisione con la diga foranea del porto di Copenaghen. Successivamente viene sottoposto a lavori di manutenzione straordinaria nel cantiere di Fredericia.
Nel giugno del 1996 viene ceduto alla Partrederi Öresund ANS, continuando tuttavia ad operare in noleggio per SweFerry.
Il 1° luglio 2000 viene disarmato e successivamente sottoposto a lavori di manutenzione nel cantiere di Middelfart, durante i quali viene trasformato in un traghetto passeggeri.
Il 6 luglio 2001 viene ceduto alla SC RoPax I Ltd, alla quale viene consegnato il 1° gennaio 2002.
Nel settembre del 2002 viene noleggiato alla Seawind Line e, ribattezzato Sky Wind, prende servizio il 10 ottobre successivo sulla Åbo-Långnäs-Stoccolma.
Il 7 aprile 2005 viene ceduto a titolo definitivo alla Sky Wind, continuando ad operare sulla stessa rotta.

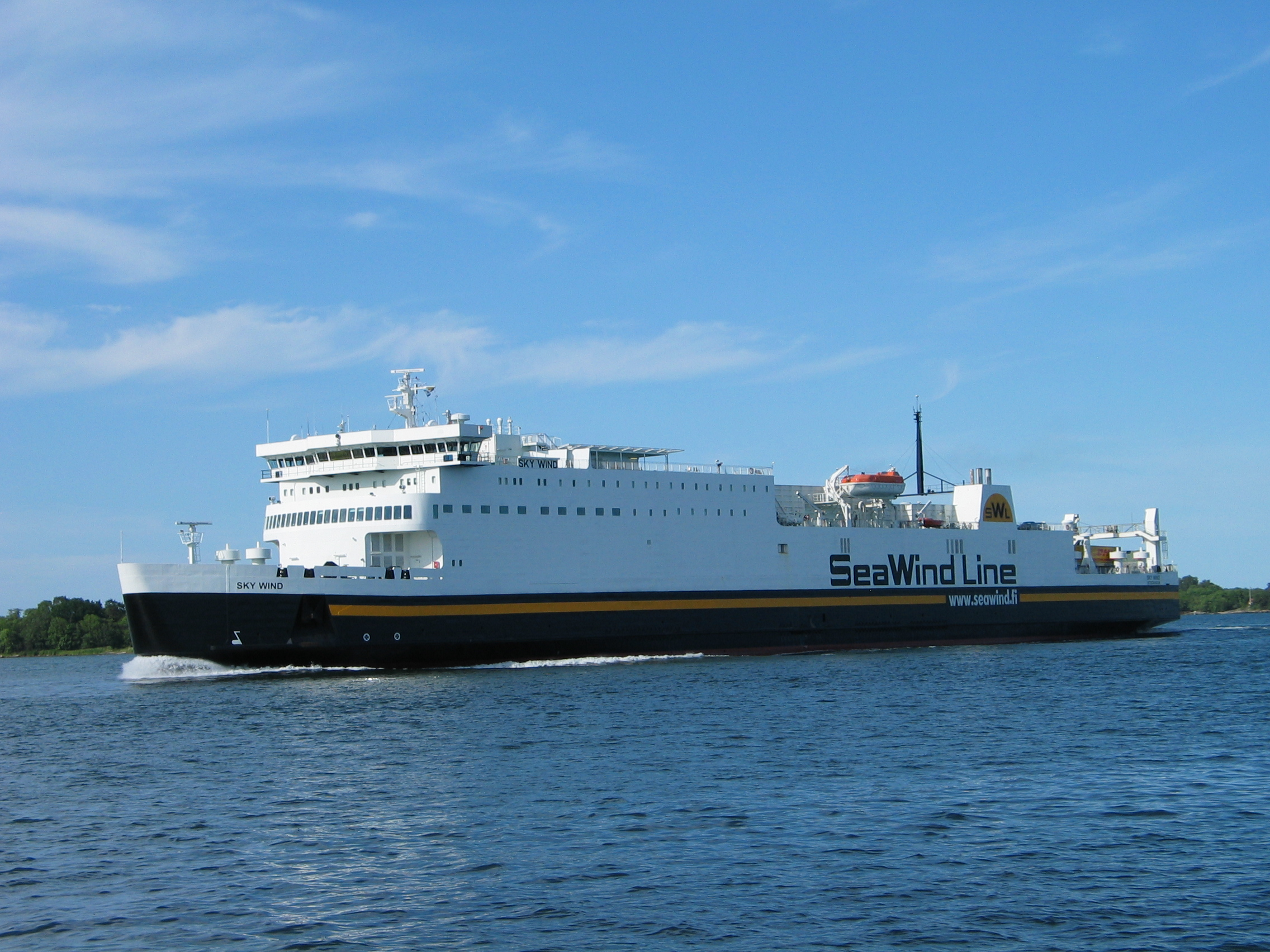
Lo Sky Wind in navigazione nell'arcipelago di Stoccolma nel 2006.

Il 14 luglio 2006 viene acquistato dalla Silja Cruise Ab.
Il 23 maggio 2007 viene acquistato dalla polacca Unity Line, continuando ad operare per il vecchio armatore fino al 19 agosto successivo.
Ribattezzato Wolin il 22 agosto 2007, salpa da Stoccolma per Trelleborg, dove esegue alcune prove di ormeggio il 27 agosto.
L'8 ottobre 2007 prende servizio nel collegamento tra Trelleborg e Swinoujscie.

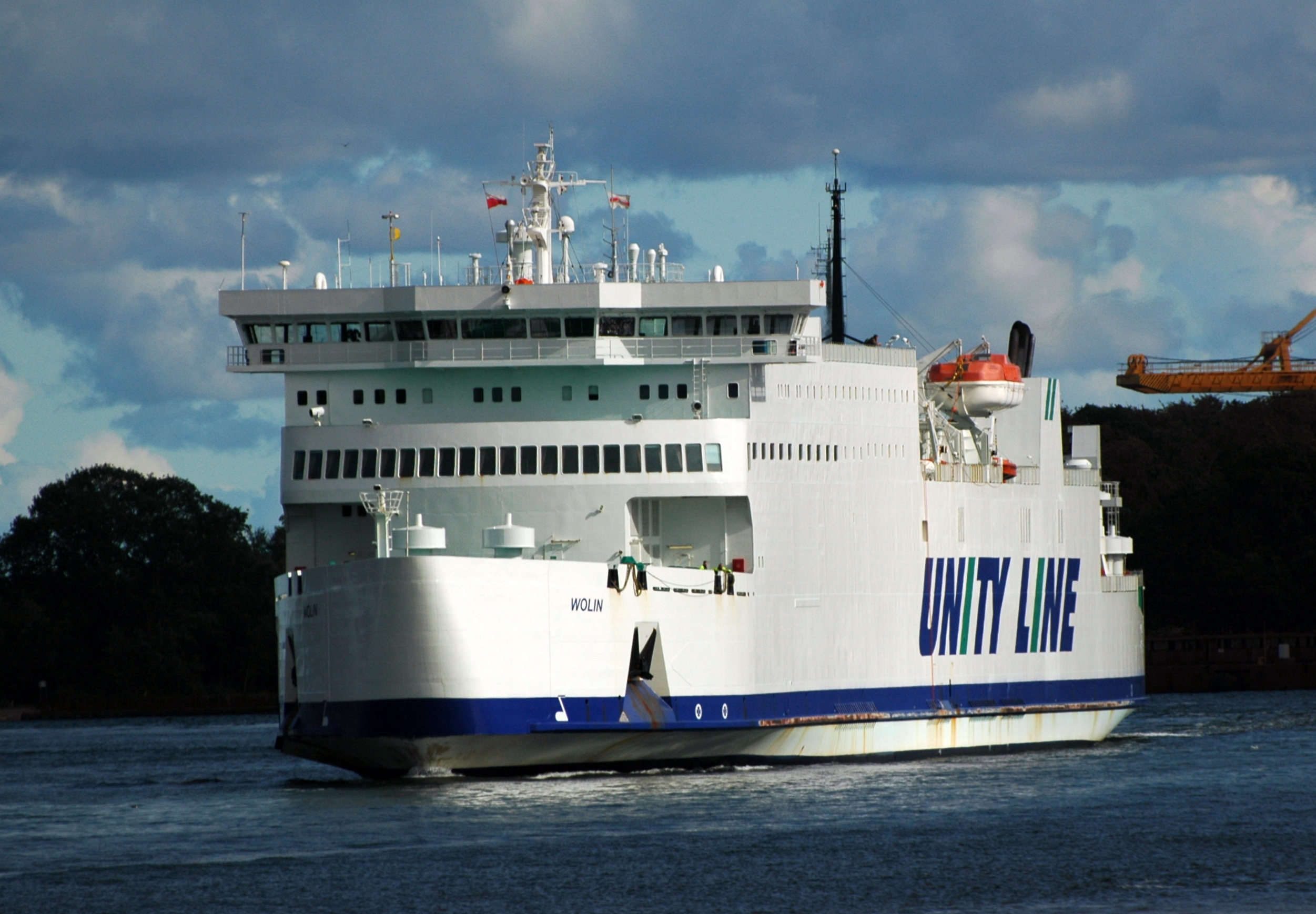
Il Wolin a Swinoujscie nel 2022.

Il 31 gennaio 2025 esegue la sua ultima traversata tra Svezia e Polonia, venendo successivamente disarmato a Swinoujscie e messo in vendita.

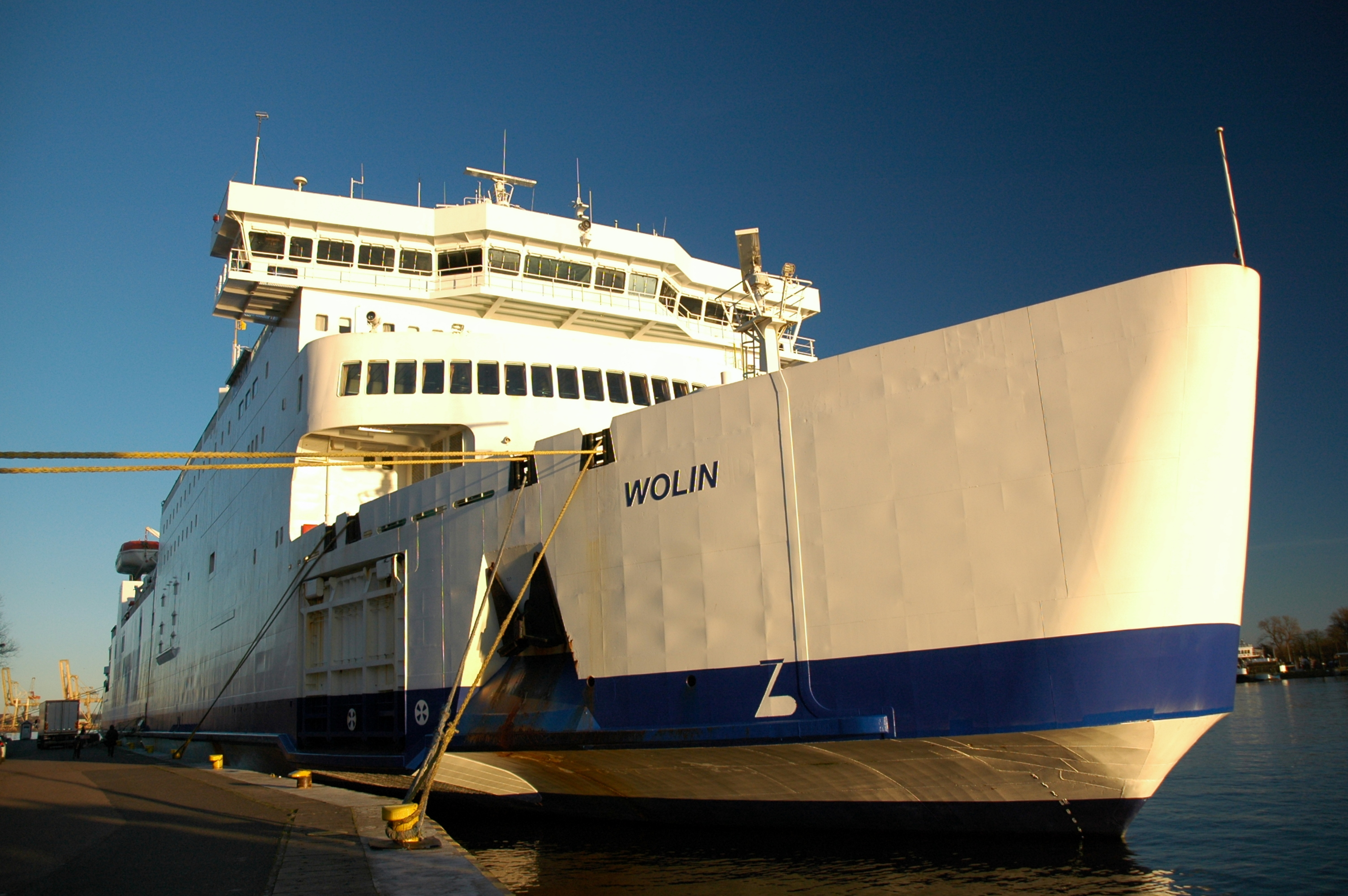
Il Wolin disarmato a Swinoujscie a febbraio 2025.

Nel marzo del 2025 ne viene annunciata la cessione alla compagnia greca A-Ships Management, che lo ribattezza Golden Carrier.
Il 20 marzo 2025 salpa da Swinoujscie per i cantieri di Perama, dove giunge il 1º aprile e dove viene sottoposto ai propedeutici lavori di adeguamento al servizio, in vista dell'ingresso in linea sulla Brindisi-Corfù-Igoumenitsa.